# Ruxandra Garofeanu
Ruxandra Garofeanu (n. 9 martie 1944, București, România – d. 17 ianuarie 2021) a fost istoric și critic de artă, realizatoare de emisiuni de televiziune la TVR pe aceeași temă, fost consilier cultural al primarului Neculai Onțanu din sectorul 2 al Bucureștiului, curator de expoziții și director al galeriei de artă Artmark. În 2011 a primit premiul „Margareta Sterian” pentru creație muzeografică și plastică, pentru numeroasele expoziții realizate în Sectorul 2.
A urmat cursurile primare, gimnaziale și liceale la Școala Centrală din București. A absolvit cursurile universitare la Institutul de Arte Plastice „Nicolae Grigorescu”, Secția Istoria și Teoria Artei, este licențiată în Artă Modernă și Contemporană Românească (1962-1966). A fost studenta profesorului și esteticianului Eugen Schileru. 

## Activitate profesională
A lucrat, începând cu anul 1966, ca redactor cultural la radio, începându-și activitatea la Televiziunea Română din 1972. Între anii 1972-1976, a avut o rubrică permanentă de artă în „România literară”. În 2000 realizează emisiunea Totul la vedere. În 2016 a fost numită membră a Consiliului de Administrație al SRTV. A fost realizatoarea multor documentare de artă, printre care: „Centenarul Georges Seurat” (1991), „Centenarul bienalei venețiene” (2003), „Răscruci - Necunoscutul Bernea”. 
În anul 2006 inaugurează Galeria Dialog, unde se organizează evenimente din diverse domenii artistice: dans, pictură, muzică, arte, literatură, media. A organizat expoziții precum: Parfum de epocă - Mărturii din timpul lui Carol I, Sculptorul Ion Vlad- după 45 de ani de absență, O familie de artiști: Mărginean, Rodica Maniu, Ciclul Colecții și colecționari, Memorialul durerii, Mützner inedit, din colecții particulare, Spirit și solidaritate. În memoria lui Dan Hăulică, Grafica  românească în context internațional. În 2008 a fost numită în funcția de director a Galeriei „ArtSociety”, parte a Companiei „Artmark”. 
În perioada 27 septembrie - 2 decembrie 2012, a organizat la Biblioteca Națională a României expoziția de pictură „Artistul și puterea - Ipostaze ale picturii românești 1950- 1990”, cu sprijinul pictorului Paul Gherasim și al criticului de artă Dan Hăulică. În cadrul expoziției au fost expuse peste 600 de lucrări.
A fost membră a Uniunii Artiștilor Plastici din România (1973), a Uniunii Ziariștilor din România (1976) și a Consiliului de Excelență al Artindex. 

## Premii
- Premiul APTR (1991)
- Premiul „Margareta Sterian” (2011)[9]